# Valmisa
La Valmisa o Valle del Misa è un'area geografica definita dal fiume Misa e dal suo affluente Nevola, che si estende sul territorio della provincia di Ancona nelle Marche.

## Comuni

### Area della Valmisa
- Arcevia (AN)
- Barbara (AN)
- Serra de' Conti (AN)
- Ostra Vetere (AN)
- Ostra (AN)
- Senigallia (AN)

### Area della Valnevola
- Corinaldo (AN)
- Ostra Vetere (AN)
- Ripe (Trecastelli) (AN)

## Monumenti e luoghi d'interesse

### Architetture religiose
Abbazie
Santuari
- Santuario della Madonna della Rosa ad Ostra

Eremi
Chiese
- Basilica di Santa Croce ad Ostra
- Chiesa di Santa Maria di Piazza ad Ostra Vetere
- Collegiata di San Medardo ad Arcevia
- Chiesa di San Michele a Serra de' Conti

### Architetture militari
Castelli
Torri

### Architetture civili
Palazzi
Teatri
- Teatro Carlo Goldoni a Corinaldo
- Teatro La Fenice a Senigallia
- Teatro Misa ad Arcevia
- Teatro La Vittoria ad Ostra

Ville

### Siti archeologici
- Area archeologica la Fenice
- Ostra antica